# Aningaaq
Aningaaq è un cortometraggio del 2013 scritto, diretto, montato e prodotto da Jonás Cuarón. Il cortometraggio è lo spin-off del film Gravity ed è stato realizzato per essere incluso tra gli extra delle edizioni home video del film.
La Warner Bros. ha presentato la pellicola per poter concorrere nella categoria per l'Oscar al miglior cortometraggio, ma non ha ricevuto la nomination.

## Trama
Aningaaq è un pescatore inuit che si trova in un fiordo della Groenlandia con moglie e figlio al seguito. Mentre pesca intercetta una comunicazione via radio, ed avvicinandosi alla ricetrasmittente scopre di parlare con una donna di cui non conosce né capisce la lingua. Comincia così a narrare le sue vicende mentre dall'altra parte arriva un'inutile richiesta di mayday dalla dottoressa Ryan Stone, alla deriva nello spazio all'interno del modulo di salvataggio russo Sojuz.

## Produzione
L'idea di questo progetto è venuta a Jonás Cuarón mentre lavorava alla sceneggiatura di Gravity.
Le riprese del cortometraggio si svolgono in Groenlandia con un costo di circa 100.000 dollari.

## Distribuzione
Il cortometraggio viene presentato insieme al film Gravity durante la presentazione alla 70ª edizione della Mostra internazionale d'arte cinematografica di Venezia ed al Telluride Film Festival. Successivamente viene presentato al Festival Internacional de Cine de Morelia il 19 ottobre 2013.